# Ivo Díaz
Ivo Luis Aldazabal Díaz, ismertebb nevén Ivo Díaz, honosítása óta Díaz Ivo (Havanna, 1972. május 10. –) kubai-magyar kettős állampolgárságú kézilabdázó.

## Sportpályafutása
Karrierjét szülőhazájában, a Varadero együttesében kezdte. 1997-ben igazolt Magyarországra, honfitársával, Pérez Carlosszal, Rolando Uríosszal és Julio Fisszel együtt. Pár évvel később a magyar állampolgárságot is megkapta, így bemutatkozhatott a magyar nemzeti csapatban is. A kubai különítményből rajta kívül csak Pérez és a tragikusan elhunyt kapus, Vladimir Hernandez mutatkozott be a válogatottban.
A Veszprémmel többszörös magyar bajnok (2002-ben EHF-bajnokok ligája döntős), a válogatottal pedig egy olimpiai negyedik helyezés a legjobb eredménye. A nemzeti csapatban egyébként összesen 43 mérkőzésen játszott. Athénban tagja volt a 2004. évi nyári olimpiai játékokon negyedik helyet szerző férfi kézilabda-válogatottnak. 2014-ben meghívták a világválogatottba. 2016-ban, 44 évesen jelentette be visszavonulását.

## Magánélete
Magyarországon telepedett le, igaz gyakran látogatja Kubában élő édesanyját. Felesége magyar, lánya, Aldazabal Laura pedig profi kosárlabdázó.